# Carl Canedy
Carl Canedy är en amerikansk trummis, sångare och skivproducent. Han var Manowars första trummis, men lämnade bandet kort efter att de hade släppt sin första demo, Demo 1981. Han har producerat skivor åt flera kända hårdrocksgrupper, bland annat Overkills debutskiva Feel the Fire, Megadeths Peace Sells... But Who's Buying? och Possesseds Beyond the Gates.

## Diskografi (som trummis)

### MedThe Rods
- 1980 – Rock Hard
- 1981 - The Rods
- 1982 – Wild Dogs
- 1983 – In the Raw
- 1984 – Let Them Eat Metal
- 1986 – Heavier Than Thou
- 2011 – Vengeance
- 2019 – Brotherhood of Metal

### MedThrasher
- 1985 – Burning at the Speed of Light

### MedCanedy, Feinstein, Bordonaro & Caudle
- 1986 - Hollywood